# ديفيد ن. سينتي
ديفيد ن. سينتي (بالإنجليزية: David N. Senty)‏ فريق أول متقاعد من القوات الجوية الأمريكية.
في عام 1983 تم تعيين سنتي لوكالة استخبارات الدفاع. ثم تمركز في مكتب الاستطلاع الوطني ودرس لاحقا في كلية الحرب الجوية. انتشر سنتي أيضا للعمل في حرب الخليج الثانية. في عام 1993 أصبح مدير المخابرات في مكتب وزير الدفاع الأمريكي في بنتاغون. درس في معهد الخدمة الخارجية في عام 1995.
كان سينتي متمركزا في قاعدة رايت باترسون للقوات الجوية في الفترة من 1996 حتى 1998 عندما أصبح مساعد تعبئة لقائد وكالة المخابرات الجوية. في عام 2001 عاد إلى وزارة الدفاع في مكتب نائب رئيس أركان العمليات الجوية والفضائية. كما أنه خدم في الحرب في أفغانستان وحرب العراق.